# Hrinkow Advarics Cycleangteam
Hrinkow Advarics Cycleang é uma equipe de ciclismo de estrada da categoria continental UCI com sede na Áustria. Criada em 2015, disputa as provas dos Circuitos Continentais da UCI.

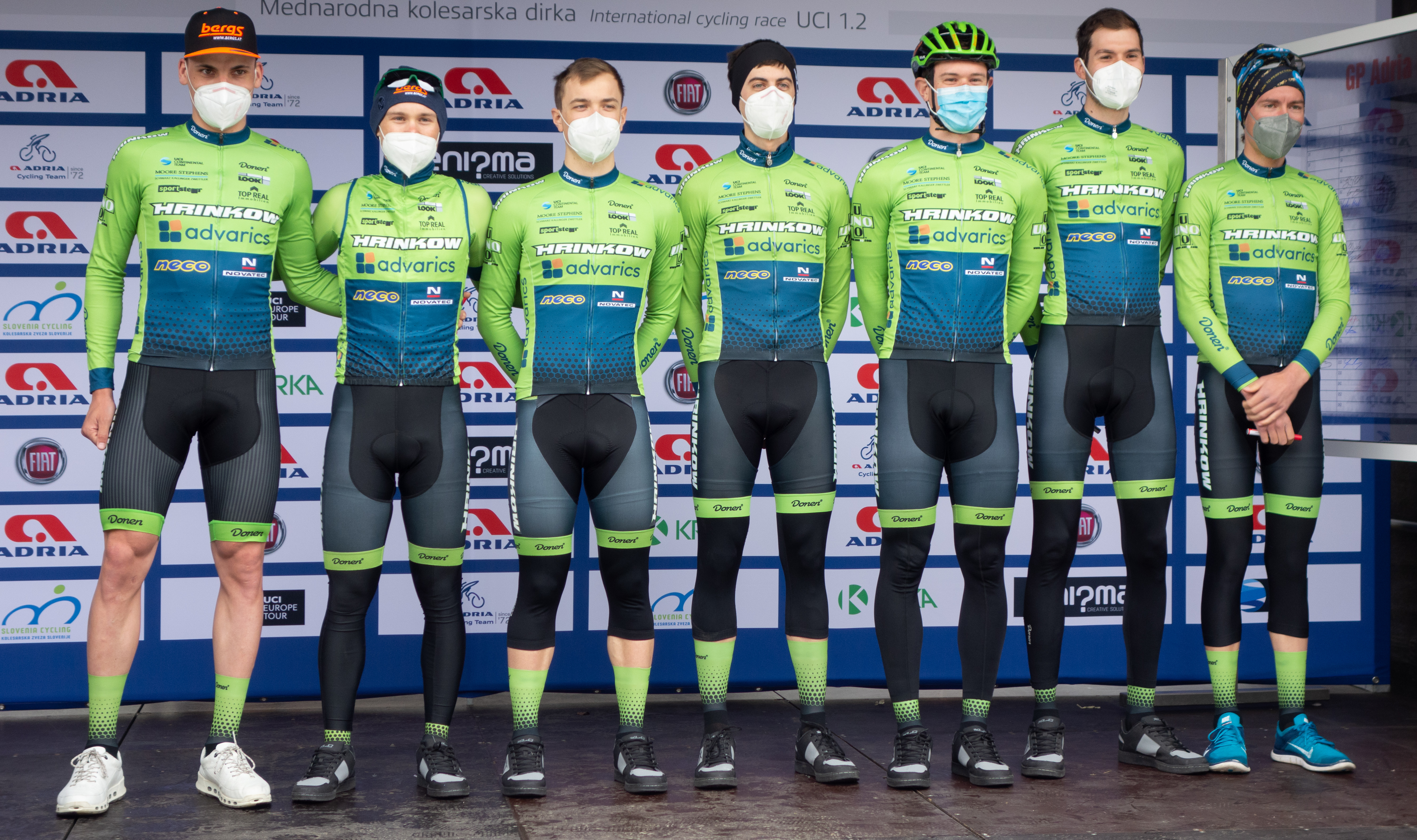
Equipa Hrinkow Advarics Cycleang no GP Adria Mobil de 2021